# Luân hồi

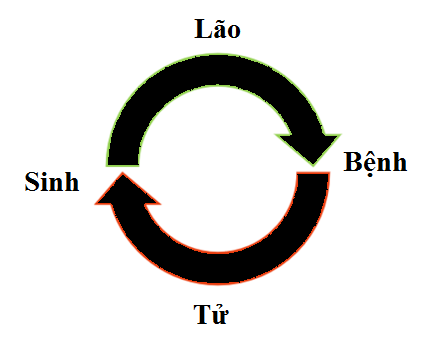
Hình minh họa cho quy luật luân hồi (sinh, lão, bệnh, tử)

Luân hồi (tiếng Phạn: saṃsāra, Devanagari: संसार་), nguyên nghĩa Phạn ngữ là "lang thang". Khi liên quan đến thuyết về nghiệp, luân hồi đề cập đến vòng tuần hoàn của cái chết và sự tái sinh.

## Các tôn giáo Ấn Độ
Trong hầu hết các tôn giáo Ấn Độ, đời sống không được xem như bắt đầu với việc sinh và chấm dứt với sự chết, nhưng như là một sự hiện hữu tương tục trong đời sống hiện tại của cơ thể và mở rộng vượt xa hơn nữa với quá khứ và tương lai. Bản chất của những hành động xảy ra trong phạm vi một kiếp sống (tốt hay xấu) quyết định số phận tương lai của mỗi chúng sinh. Luân hồi được liên kết gần gũi với ý tưởng tái sinh, nhưng chủ yếu liên hệ đến điều kiện của đời sống, và kinh nghiệm của sự sống.

### Phật giáo

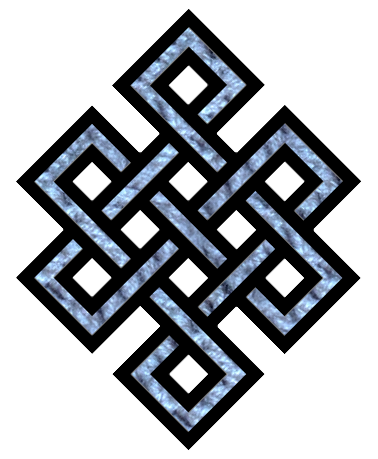
Vòng luân hồi, một biểu tượng của Phật giáo Tây Tạng

Luân hồi trong Phật giáo còn gọi là vòng luân hồi hay bánh xe luân hồi (chữ Hán: 輪迴, sa., pi. saṃsāra, bo.  `khor ba འཁོར་བ་), có khi được gọi là hữu luân (zh. 有輪), vòng sinh tử, hoặc giản đơn là sinh tử (zh. 生死). Thuật ngữ này chỉ những lần đầu thai tiếp nối nhau, trạng thái bị luân chuyển của một loài hữu tình khi chưa đạt giải thoát, chứng ngộ Niết-bàn. Quá trình này thể hiện trên hình ảnh bánh xe luân hồi, bánh xe vòng tròn không có điểm đầu và cuối, nó sẽ xoay mãi và ngừng lại đến khi nào chúng sinh giải thoát khỏi Tam giới.
Theo Phật giáo, nguyên nhân trói buộc trong luân hồi là tam độc, gồm có tham ái (sa. tṛṣṇā), sân (sa. dveśa) và si (sa. moha, hoặc vô minh, sa. avidyā). Tùy vào nghiệp của chúng sinh đã tạo trong quá khứ mà chúng sinh đó sẽ tái sinh vào một trong sáu cõi: thiên, thần (a-tu-la), người, súc sinh, quỷ đói (ngạ quỷ), địa ngục. Trong Đại thừa, luân hồi được xem là thế giới của tâm và thể tính của nó chính là thể tính của Niết-bàn.
Sau khi tái sinh, phần lớn các chúng sinh sẽ không còn nhớ gì về kiếp trước đó trừ cõi trời và a-tu-la. Các chúng sinh sẽ có một cuộc đời mới. Việc chúng sinh sẽ tái sinh vào cõi nào sau khi chết dựa vào nhân quả thiện ác chồng chéo từ quá khứ và tâm trạng khi sắp lâm chung, có thể dự đoán được nếu quan sát cận tử nghiệp của chúng sinh đó.
Cội nguồn của luân hồi từ đâu, loài hữu tình có từ bao giờ, những câu hỏi này đã được nhiều người nêu lên nhưng Phật tuyệt đối không trả lời những sự thắc mắc vô bổ này vì theo Phật, chúng chẳng giúp ích gì trên con đường tu tập, và sẽ tự thấu tỏ khi giác ngộ thành Phật. Niết-bàn, sự giải thoát khỏi luân hồi có thể thực hiện trong kiếp làm người, trong khi một số con đường tái sinh khác thì khó có thể thực hiện được vì khó có đủ khả năng nhận thức được yếu tố chính của luân hồi, đó là tham và vô minh. Muốn thoát khỏi sinh tử luân hồi thì cần phải dứt được nghiệp chướng do ái dục mang lại; muốn thoát khỏi nó, theo Phật, chỉ có con đường bát chính đạo mới dẫn con người đến cõi niết-bàn.